# 東映ニューフェイス
『東映ニューフェイス』（とうえいニューフェイス）は、日本のオーディション。映画会社・東映が1950年代から1960年代にかけ、新たな俳優を発掘するために開催していた。
世界的俳優でもある高倉健・千葉真一をはじめ、芸能界で活躍する俳優を輩出してきた。

## 概要
1953年に1回目を開催し、不定期に新人（ニューフェイス）を採用していった。入社後、俳優座の演技研究所で6か月の研修を受け、本人の希望や社の意向で東映東京撮影所か東映京都撮影所へ配属。エキストラなど6か月の修行期間を経て1年の研修を修了すると、東映制作の映画・テレビドラマに出演していく過程を経る。ニューフェイスのなかには研修を満了しないうちにデビューする者もおり、高倉健や千葉真一は1年以内にデビューかつ主演へ抜擢された。1969年の第13期をもってオーディションは終焉している。
当時は五社協定が締結されていたため、東宝ニューフェイスや松竹・大映・日活など各映画会社がニューフェイスを定期的に公募していた。

## 出身者
※年 / 期 / 入社人数の順。次行は主な出身者でWikipedia日本語版に記事が存在する人物のみ掲載。
1953年 / 1期 / 21名
- 中原ひとみ・高田敏江・南原宏治・山本麟一 ほか

1955年 / 2期 / 19名
- 高倉健・今井健二・五味竜太郎・伊達弘・丘さとみ ほか

1956年 / 3期 / 27名
- 里見浩太朗・大川恵子・桜町弘子・大村文武・中田治雄 ほか

1957年 / 4期 / 25名
- 佐久間良子・金子明雄・水木襄・室田日出男・曽根晴美・花園ひろみ・山口洋子・山城新伍 ほか

1958年 / 5期 / 21名
- 梅宮辰夫・八代万智子・応蘭芳・高島新太郎・小嶋一郎・滝川潤 ほか

1959年 / 6期 / 20名
- 千葉真一・亀石征一郎・山波宏・太地喜和子・真山知子・茅島成美・新井茂子・都築克子 ほか

2万6千人の応募から男性6名・女性14名が合格し、千葉真一がトップの成績だった。
1960年 / 7期 / 13名
- 宮園純子・三沢あけみ・三島ゆり子・結城美栄子 ほか

1961年 / 8期 / 16名
- 坂口祐三郎・藤江リカ ほか

-  / 9期 / 10名
- 立川さゆり ほか

1962年 / 10期 / 15名
- 小林稔侍・池田駿介・吉田豊明 ほか

1963年 / 11期 / 12名
- 堀田真三・五十嵐義弘・弥永和子・島ひろ子・吉田幸矢 ほか

1968年 / 12期 / 12名
- 宮内洋・片山由美子・ひろみどり・小林千枝 ほか

1969年 / 13期 / 14名
- 片桐竜次・成瀬正孝・大泉公孝・岩本良子・女屋実和子 ほか